# Gimnástico FC
A Gimnástico FC, teljes nevén Gimnástico Fútbol Club egy már megszűnt spanyol labdarúgócsapat. A klubot 1913-ban alapították, 1939-ben szűnt meg. Székhelye Valencia városa volt. Ebből és a Levante FC-ből jött létre a ma is létező Levante UD.

## Statisztika
| Szezon  | Osztály | Poz. | Copa del Rey |
| ------- | ------- | ---- | ------------ |
| 1929/30 | 3ª      | 3.   |              |
| 1930/31 | 3ª      | 5.   |              |
| 1931/32 | 3ª      | 3.   |              |
| 1932/33 | 3ª      | 3.   |              |
| 1933/34 | 3ª      | 3.   |              |
| 1934/35 | 2ª      | 6.   |              |
| 1935/36 | 2ª      | 4.   |              |

## Fordítás
- Ez a szócikk részben vagy egészben  a   Gimnástico FC című angol Wikipédia-szócikk fordításán alapul.  Az eredeti cikk szerkesztőit annak laptörténete sorolja fel. Ez a jelzés csupán a megfogalmazás eredetét és a szerzői jogokat jelzi, nem szolgál a cikkben szereplő információk forrásmegjelöléseként.